# PKZIP
PKZIP är ett komprimeringsverktyg för datahantering skrivet av Phil Katz och marknadsfört under hans företag PKWARE. PKZIP är en akronym för det engelska uttrycket Phil Katz ZIP program. Första versionen av programmet kom 1989.